# Turska narodna nošnja
Turska narodna nošnja je tradicionalan stil odјeće koja se nosi uglavnom u ruralnim dijelovima Turske. U narodnom stilu odjeće postoje mnoge varijacije na osnovu regiona, pola, etničke pripadnosti i klase nosioca odjeće.

## Uticaji
Na tradicionalnu tursku odjeću snažno utiče moda Otomanskog carstva. Granice Otomanskog carstva obuhvatale su brojne pojedinačne kulture koje su postojale u centralnoj Aziji, na Bliskom Istoku i u Anadoliji. Osmanska kultura, a posebno otomanska moda, razvijala se kao amalgam ovih odvojenih kultura i religija koje su tokom vijekova međusobno djelovale. Osmanska moda, međutim, nije nestala s padom Otomanskog carstva; ona je živjela i nastavila da se razvija u nekoliko nacija koje su iz nje proizišle, uključujući Tursku. Neke zapažene osobine osmanske mode bile su mintan, snažno izvezena jakna, šalvare, vrećaste pantalone, sarik, umotano naglavno poglavlje i entari, dugačka, prozračna jakna.

## Turski narodni stilovi
Narodna odjeća u Turskoj utelovljuje prelazak i interakciju različitih kultura u i oko Anadolije. Povrh svega, moda svake regije u Turskoj ima tendenciju da odražava prirodu svojih ljudi. Na primjer, istočnjačka anadolska moda odražava elemente susjednih kurdskih i armenskih kultura, poput opšte jednostavne odjeće sa cvijetnim printom za žene i širokim kaišima za muškarce. A tradicionalna moda crnomorske regije podebljana je i ponosna, što se vidi po njenim dubokim bojama i živopisnim uzorcima. Dijelovi odjeće koji su prisutni u većem delu Turske uključuju pruge, vrećasta odeća, više slojeva i svijetle boje.

## Državna kontrola oblačenja
Kemalistički režim, koji je preuzeo vlast 1923. godine, predvodio je stroge politike modernizacije i sekularizacije u svim aspektima turskog društva, uključujući odjevne stilove. Država je 1925. najavila zabranu fesa, klasičnog simbola otomanske ere. Povrh toga, država je 1934. zabranila islamski veo za žene, element islamske tradicije. Ataturk je odlučio da su oba komada previše staromodna, veo previše religiozan i da ne odražavaju zapadne modne trendove. Te zabrane su se pažljivo poštovale u gradovima Turske, ali su imale manje uticaja na turska sela, gde su tradicionalni turski stilovi, naročito u muškoj haljini - istovremeno uključujući neke zapadnjačke karakteristike, poput pantalona i kapa, kao rezultat Modernizacija Ataturka - ostaje živa i raznolika

## Tradicionalne nošnje
Odjeća je prvo uvedena kako bi zaštitila čovjeka od elemenata. Došlo je do sadašnjih oblika kao rezultat uticaja društvenih i moralnih vrijednosti.
Sa vremenom se pojavila velika raznolikost oblika odjeće. Te razlike su rezultat društvene i ekonomske strukture, geografije, dostupnih materijala i klime.
U najranijim vremenima svi u određenom plemenu nosili su odjeću koja je definisala njegov socijalni status. Više od obaveza, ovo je bilo razumijevanje koje je nosila tradicija. Odjeća i eben frizure odražavali su istu koncepciju
Muškarci koji napuštaju svoja sela kako bi odslužili vojnu službu ili se zaposlili neminovno se prilagođavaju gradskoj kulturi. Terensko istraživanje se stoga suočava sa problemima kada je riječ o definisanju muške odjeće. Ali u ruralnim sredinama, žene uglavnom imaju malo kontakta sa spoljnim svetom. Obično se oblače u skladu sa životnim stilom i tradicijama zajednice čiji su deo. Haljina i dekoracija obično slijede odjeću prethodnih generacija. Dječija odjeća se takođe razlikuju prema polu i starosti. Koncept zlog oka je široko rasprostranjen, i može se posmatrati mnogo amajlija da bi se to odvojilo u odjeći i kosi ljudi.
U konzervativnim zajednicama svaka generacija slijedi stilove odjeće i običaje ranijih generacija, što je tradicionalna odjeća i stilovi spušteni do današnjih dana. Pa ipak, nemoguće je reći da su tradicionalna odjeća i predmeti totalno nepromjenljivi. Upotrijebljeni materijali se sigurno mjenjaju, a napori koji se ulažu u odjeću više nisu tako naporni kao ranije. Savremeni uslovi stvaraju različite stilove, a interakcija između različitih stilova je prilično intenzivna
U ruralnim sredinama, žene provode većinu svog vremena radeći. Kao rezultat toga, njihova se dnevna, radna i posebna odjeća razlikuju. Posebne nošnje i odijevanja za kosu mogu se vidjeti samo na vjenčanjima. Frizure žena razlikuju se u skladu sa njihovim socijalnim statusom, i bez obzira da li su u braku ili zaručene, ili ne. Frizura je važno svojstvo ženskog života

## Turske šalvare
Turski šalvar (turski: [ʃalˈvaɾ]), turske pantalone ili dimije, tradicionalne su vrećaste pantalone, sabrane u uskoj nozi. Muškarci mogu nositi tradicionalni labavi kaput, nazvan džuba, preko šalvara. Mustafa Kemal Ataturk promijenio je način oblačenja u Turskoj 1920-ih kao dio svojih reformi. Međutim, muškarci i žene još uvijek nose šalvare u mnogim oblastima Turske, ravnodušnim na socijalni status

## Ženska haljina
Tradicionalna odjeća za žene Turske uključuje šalvare koje se obično nose u gornjim odjećama različitih stilova i dužina. Tradicionalna odjeća šalvare dio je kulture Turske još od osmanskog doba. Šalvare su različitog stepena polaganja i skupljene su u zglobu. Svijetle boje i cvijetni otiske favorizuju seoske žene. Ukupni ženski ansambl uključuje gomlek (hemise), šalvare i entari (ogrtač).

## Muška haljina
Tradicionalna muška haljina uključuje šalvare, jelek (prsluk) i cebken (jaknu). Muške šalvare popularne su u istočnoj Turskoj, posebno u okruzima Urfa i Dijarbakir.

## Spoljašnje veze
- Traditional Costumes - Turkish cultural foundation
- Turkish salvar - Wikipedia